# Palaestina expolita
Palaestina expolita là một loài nhện trong họ Zodariidae.
Loài này thuộc chi Palaestina. Palaestina expolita được Octavius Pickard-Cambridge miêu tả năm 1872.